# Tratado de Wanghia
O Tratado de Wanghia (Mong Há) (chinês tradicional: 望廈條約, chinês simplificado: 望厦条约, pinyin: Wàngxià tiáoyuē) foi um acordo diplomático assinado a 3 de julho de 1844 entre a Dinastia Qing, (China) e os Estados Unidos, no Templo de Kun Iam, em Macau, que na altura era uma colónia portuguesa no Sul da China. O seu nome oficial é Tratado de paz, amizade e comércio entre os Estados Unidos da América e o Império Chinês. Após a passagem pelo Congresso dos Estados Unidos, foi ratificado pelo presidente John Tyler a 17 de janeiro de 1845. Diversas fontes consideram-no um tratado desigual.[carece de fontes?]